# Estación de Riedmatt
La estación de Riedmatt es una estación ferroviaria de la comuna suiza de Wollerau, en el Cantón de Schwyz.

## Historia y ubicación
La estación se encuentra ubicada en el barrio de Ried, situado en el oeste de Wollerau. Fue inaugurada en 1891 con la apertura de la línea férrea Pfäffikon SZ - Arth-Goldau. Cuenta con un único andén lateral al que accede una vía pasante.
En términos ferroviarios, la estación se sitúa en la línea Pfäffikon SZ - Arth-Goldau. Sus dependencias ferroviarias colaterales son la estación de Wollerau hacia Pfäffikon SZ y la estación de Samstagern en dirección Arth-Goldau.

## Servicios ferroviarios
Los servicios ferroviarios de esta estación están prestados por SOB (SudÖstBahn):

### S-Bahn Zúrich
La estación está integrada dentro de la red de trenes de cercanías S-Bahn Zúrich, y en la que efectúan parada los trenes de una línea perteneciente a S-Bahn Zúrich:
- S 40 Rapperswil – Pfäffikon SZ – Samstagern – Einsiedeln